# Кон-Кур-сюр-Луар (округ)
Кон-Кур-сюр-Луар (фр. Cosne-Cours-sur-Loire) — округ (фр. Arrondissement) во Франции, один из округов в регионе Бургундия. Департамент округа — Ньевр. Супрефектура — Кон-Кур-сюр-Луар.
Население округа на 2006 год составляло 45 407 человек. Плотность населения составляет 32 чел./км². Площадь округа составляет всего 1403 км².